# Geschichte der Chinesen in Hawaii

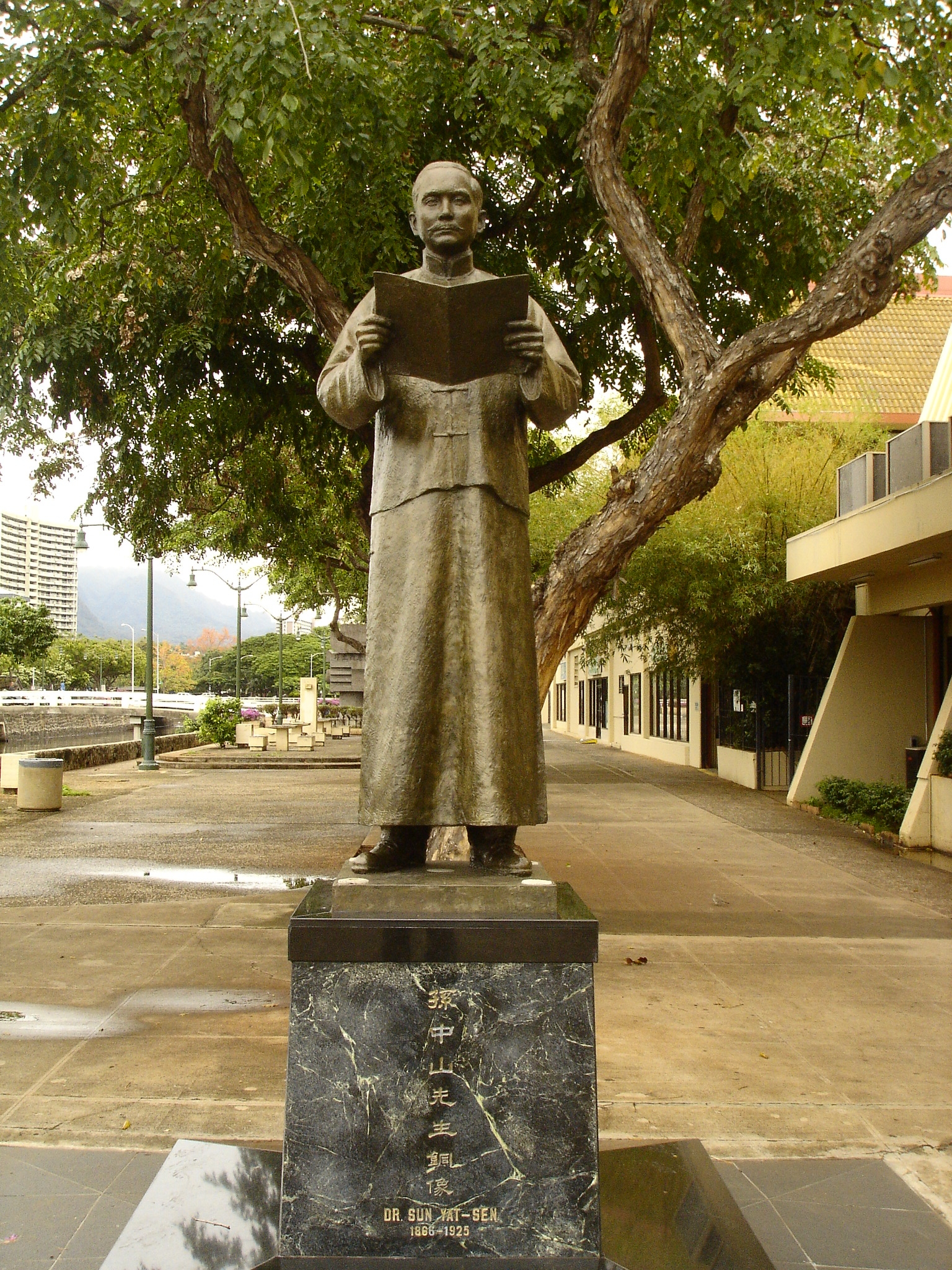
Eine Statue des chinesischen Staatsmannes Sun Yat-sen in der Chinatown von Honolulu.

Die Geschichte der Chinesen in Hawaii, das seit 1900 offiziell zum Staatsgebiet der Vereinigten Staaten von Amerika gehört, reicht bis ins 18. Jahrhundert zurück. Vom asiatischen Festland gelangten Chinesen zunächst als Kaufleute nach Hawaii und später in großer Zahl als landwirtschaftliche Vertragsarbeiter, zur indentured labour. Während chinesische Migranten in den übrigen Bundesstaaten der Vereinigten Staaten einer vom Gesetzgeber mitgetragenen Diskriminierung und einer rassistischen Ablehnung ausgesetzt waren, die manchmal bis zu Pogromen und zu Vertreibungen führte, fanden Chinesen auf der Inselgruppe trotz vieler Benachteiligungen vergleichsweise günstige Lebensbedingungen. Mit 4,7 % der Gesamtbevölkerung bilden sie heute eine der größten ethnischen Gruppen des amerikanischen Bundesstaates.

## Zeit des Sandelholzhandels
Nachdem 1778 James Cook in Kauaʻi gelandet war und die Hawaii-Inseln, die er „Sandwich-Inseln“ nannte, damit für Europa entdeckt hatte, begannen westliche Kaufleute in den 1790er Jahren, das einheimische Sandelholz abzubauen und in die südchinesische Provinz Guangdong (Kanton) zu verschiffen. Das Geschäft kam zum Erliegen, als in den 1830er Jahren kein Sandelholz mehr vorhanden war. In kleiner Zahl gelangten in der Zeit des Sandelholzhandels chinesische Matrosen nach Hawaii, und vereinzelt ließen sich Chinesen hier auch nieder. In dieser Zeit erhielt die Inselgruppe den Namen, mit dem Chinesen sie von nun an bezeichneten: „Tan Heung Shan“ (= Land der Sandelholzberge).

## Beginn der chinesischen Migration (1850–1870)
In größerer Zahl kamen chinesische Migranten erst in der zweiten Hälfte des 19. Jahrhunderts nach Hawaii, nachdem zwei Opiumkriege, der Zusammenbruch der Qing-Dynastie und der langjährige und blutige Taiping-Aufstand das Land wirtschaftlich und politisch zerrüttet hatten. Zunächst kamen Chinesen jedoch nur in kleiner Zahl; die meisten dieser frühen Migranten waren Kaufleute und handwerkliche Fachkräfte aus der Provinz Guangdong. Einige waren auch Bauern, die in Hawaii Zuckerrohr, Reis und Kaffee anzubauen begannen. Die Mehrzahl der Chinesen kam jedoch zu keinem Zeitpunkt freiwillig nach Hawaii, sondern wurde als Kulis und billige Arbeiter regelrecht nach Hawaii verschleppt.
Seit den 1820er Jahren gelangten in zunehmendem Umfang auch amerikanische Missionare und Unternehmer nach Hawaii, um die Bewohner zum Christentum zu bekehren bzw. um dort Plantagen zu betreiben. Während die chinesischen Plantagenbesitzer die Reiswirtschaft dominierten, konzentrierten sich die amerikanischen Pflanzer meist auf den Anbau von Zuckerrohr und Kaffee, später auch von Ananas. Der Zuzug der Amerikaner markiert den Beginn eines wachsenden amerikanischen Einflusses, der 1898 in der Annexion der Inselgruppe gipfeln sollte.

## Höhepunkt der chinesischen Migration (1870–1890)
Die Europäer und Amerikaner brachten auch Epidemien wie die Cholera und die Pest, die die hawaiische Population drastisch verkleinerten. Hatten bei Cooks Ankunft 1788 noch circa 225.000 Hawaiier auf den Inseln gelebt, so umfasste die indigene Bevölkerung im Jahre 1875 nur noch circa 50.000 Personen. Da in Hawaii nicht genügend einheimische Arbeitskräfte zur Verfügung standen, begannen die chinesischen und amerikanischen Plantagenbetreiber in den 1850er Jahren, Vertragsarbeiter aus China (englisch indentured labourer) auf die Inseln zu holen. Die ersten Vertragsarbeiter in Hawaii waren Hakka aus der heutigen Provinz Fujian, die über die Hafenstadt Xiamen aus China ausreisten; unter der Qing-Dynastie konnten Chinesen ihr Land nur illegal verlassen. Seit den 1870er Jahren, als die Zahl der benötigten Vertragsarbeiter erheblich anstieg, kamen diese meist aus Guangdong, von wo aus auch viele Chinesen aufs amerikanische Festland strebten. Grund für diesen Anstieg war ein 1875 unterzeichneter Vertrag, in dem Hawaii und die USA sich gegenseitig zu bevorzugten Handelspartnern erklärten. Während von 1852 bis 1875 durchschnittlich kaum 100 Chinesen pro Jahr nach Hawaii kamen, stieg diese Zahl zwischen 1876 und 1899 auf mehr als 2.000 an. Insgesamt kamen in der zweiten Hälfte des 19. Jahrhunderts mehr als 50.000 Chinesen, von denen sich freilich nicht alle dauerhaft niederließen; die Arbeitsverträge hatten Laufzeiten zwischen drei und fünf Jahren. Obwohl die meisten Vertragsarbeiter das Arbeitsverhältnis so schnell wie möglich wieder zu beenden und die Plantagen zu verlassen suchten, blieben Zehntausende jedoch im Lande und nahmen eine Lohnarbeit an oder begründeten als Farmer oder Geschäftsleute selbstständige Existenzen.
Ebenso wie auf dem amerikanischen Festland waren auch in Hawaii die meisten chinesischen Einwanderer Männer. Dies gilt vor allem für die Vertragsarbeiter. Die chinesischen Kaufleute und Fachkräfte nahmen jedoch oft ihre Frauen und Kinder mit nach Hawaii: weitaus häufiger, als solche Kaufleute und Spezialisten ihre Familien aufs amerikanische Festland mitnahmen. Auch auf Hawaii begegneten Chinesen Vorurteilen und Diskriminierung, zu Vertreibungen und physischen Angriffen kam es jedoch niemals. Viele der Vertragsarbeiter heirateten hawaiische Frauen, andere begründeten in kurzer Zeit einträgliche Existenzen und ließen dann ihre Frauen und Kinder aus China nachkommen. Die gesellschaftliche Integration der chinesischen Einwanderer schritt stetig voran; in den 1930er Jahren gab es in Hawaii chinesische Lehrer, Journalisten, Bankiers, Übersetzer, Priester, Ärzte und Manager.

## Neuere Geschichte
Von der auf dem amerikanischen Festland um sich greifenden anti-chinesischen Hysterie blieben die Chinesen in Hawaii weitgehend, jedoch nicht gänzlich verschont. 1883 wurde in Hawaii die „Workingmen’s Union“ gegründet, eine Gewerkschaft, deren Programm weitgehend dem des kalifornischen Politikers Dennis Kearney entsprach, dessen anti-chinesische Propaganda großen Einfluss auf den 1882 vom US-Kongress verabschiedeten „Chinese Exclusion Act“ hatte. Nachdem die USA Hawaii während des Spanisch-Amerikanischen Krieges am 7. Juli 1898 annektiert hatte, durften keine chinesischen Arbeiter mehr einreisen, und die Regelung des Chinese Exclusion Act, der den Zuzug von Chinesen gänzlich unterband, wurde auch auf Hawaii angewandt. Erst als in den 1950er und 1960er Jahren neue Einwanderungsgesetze verabschiedet wurden, konnten Chinesen wieder nach Hawaii einwandern. Während einer Pestepidemie 1899–1900 brannten die örtlichen Behörden eine Reihe von Gebäuden in der Chinatown von Honolulu nieder, angeblich um einer Ausbreitung der Seuche entgegenzuwirken. Viele chinesische Hawaiier hielten die Maßnahme für unnötig und führten sie auf anti-chinesische Vorurteile zurück.

## Religion
Während die frühen chinesischen Siedler in Hawaii ihrem traditionellen buddhistischen, daoistischen oder konfuzianistischen Glauben treu blieben, ist heute die große Mehrheit der chinesischen Hawaiier dem protestantischen oder katholischen Christentum verbunden. Dennoch bestehen bis in die Gegenwart ca. 100 Tempel fort, und eine Minderheit religiöser Traditionalisten begibt sich alljährlich auf eine Pilgerreise zur Verehrung der Ahnen.

## Aktuelle Bevölkerungsstatistik
Laut dem jüngsten US-Zensus aus dem Jahre 2000 lebten in Hawaii in diesem Jahre 56.600 Menschen chinesischer Abstammung, das waren 4,7 % der Gesamtbevölkerung. Die meisten Chinesen leben in Honolulu County; den höchsten chinesischen Bevölkerungsanteil haben jedoch die beiden Inseln des westlich benachbarten Kauai County.
| County          | Gesamtbevölkerung | Chinesischstämmige Bevölkerung | in Prozent |
| --------------- | ----------------- | ------------------------------ | ---------- |
| Hawaii County   | 148.677           | 1.603                          | 1,1 %      |
| Maui County     | 128.094           | 1.197                          | 0,9 %      |
| Kalawao County  | 147               | -                              | -          |
| Honolulu County | 876.156           | 53.322                         | 6,1 %      |
| Kauai County    | 58.463            | 11.195                         | 19,1 %     |